# Newe Cedek
Newe Cedek (hebr. נווה צדק; Dom Sprawiedliwości) – osiedle mieszkaniowe w Tel Awiwie, znajdujące się na terenie Dzielnicy Piątej. Była to pierwsza oficjalnie założona w 1887 żydowska dzielnica położona poza murami miasta Jafa. Pomimo że wówczas nie istniał jeszcze Tel Awiw, jest uznawana za pierwszą dzielnicę tego miasta.

## Położenie
Osiedle leży na nadmorskiej równinie Szaron. Jest położone w zachodniej części aglomeracji miejskiej Tel Awiwu. Północno-wschodnią granicę osiedla wyznacza ulica Pines, za którą znajduje się osiedle Lew ha-Ir. Południowo-wschodnią granicę wyznacza wadi, przez którą przechodziła linia kolejowa do Jerozolimy (obecnie ten fragment linii już nie istnieje i istnieją tutaj parkingi samochodowe), za którą znajduje się osiedla Florentin. Południowo-zachodnią granicę wyznacza parking Manshia, za którym znajduje się osiedle Menaszijja. Wschodnią granicę wyznacza stacja kolejowa Jafa (obecnie nieczynna). Natomiast na północy, za ulicą Szabbazi znajduje się osiedle Szabbazi.

## Historia

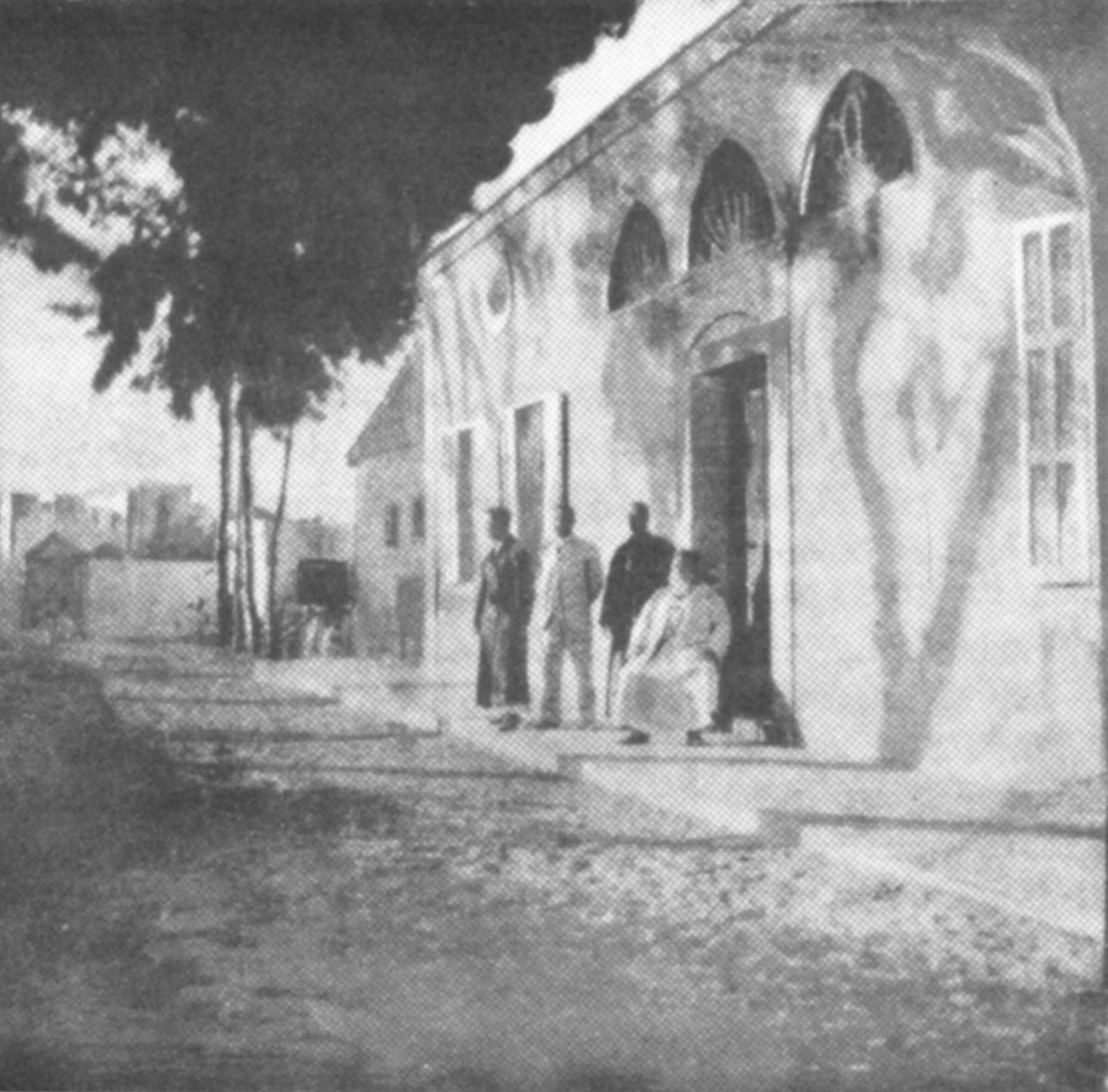
Dom Aarona Szelusza w 1895

Inicjatywa założenia żydowskiego osiedla położonego poza murami zatłoczonej arabskiej Jafy wyszła od farmaceuty Eleazara, brata Szymona Rokach. Założył on pod koniec lat 80. XIX wieku firmę „Pomoc Izraela” (hebr. עזרת ישראל), która otworzyła szpital dla ubogich mieszkańców miasta i finansowała wizyty lekarzy. Na jednym ze spotkań dyrektorów firmy, postanowiono wybudować specjalną dzielnicę żydowską poza murami miasta. W nowej dzielnicy miały panować dużo lepsze warunki sanitarne.
W tym samym okresie dr Jael Amzalak, który prowadził rodzinną agencję ubezpieczeniową Llevidas i posiadał duży majątek w Jafie, postanowił wyprowadzić się z miasta. Wraz z Moya zakupił on w 1886 ziemię położoną przy drodze z Jafy do Jerozolimy. Pierwotnie znajdowały się tutaj sady, jednak ich arabscy właściciele odsprzedali tę ziemię na dogodnych warunkach. Nowe osiedle nazwano Newe Cedek. Budowa osiedla opóźniała się jednak z powodu braku dostępu do wody pitnej. W 1892 Aaron Szelusz (handlował biżuterią z przedsiębiorcami z Londynu) wybudował pierwszy dom w okolicy – Dom Aarona Szelusza. Zachęcał on innych osadników do opuszczania Jafy i osiedlania się w Newe Cedek. Z czasem w jej sąsiedztwie powstały kolejne żydowskie osiedla: w 1890 Newe Szalom, a następnie w 1906 zamieszkała głównie przez imigrantów z Afryki Północnej Mosze Ohel. Oba te osiedla zostały z czasem wchłonięte przez osiedle Newe Cedek. Imigranci z Jemenu założyli w 1896 osiedle Camp Judei i w 1904 Josef Camp. Zostały one później wchłonięte przez osiedle Szabbazi.

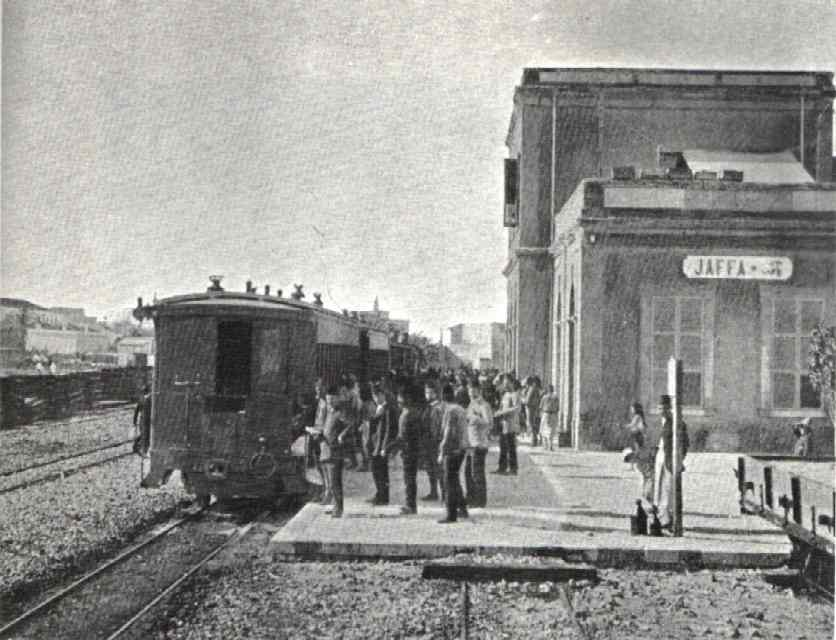
Stacja kolejowa Jafa w 1892

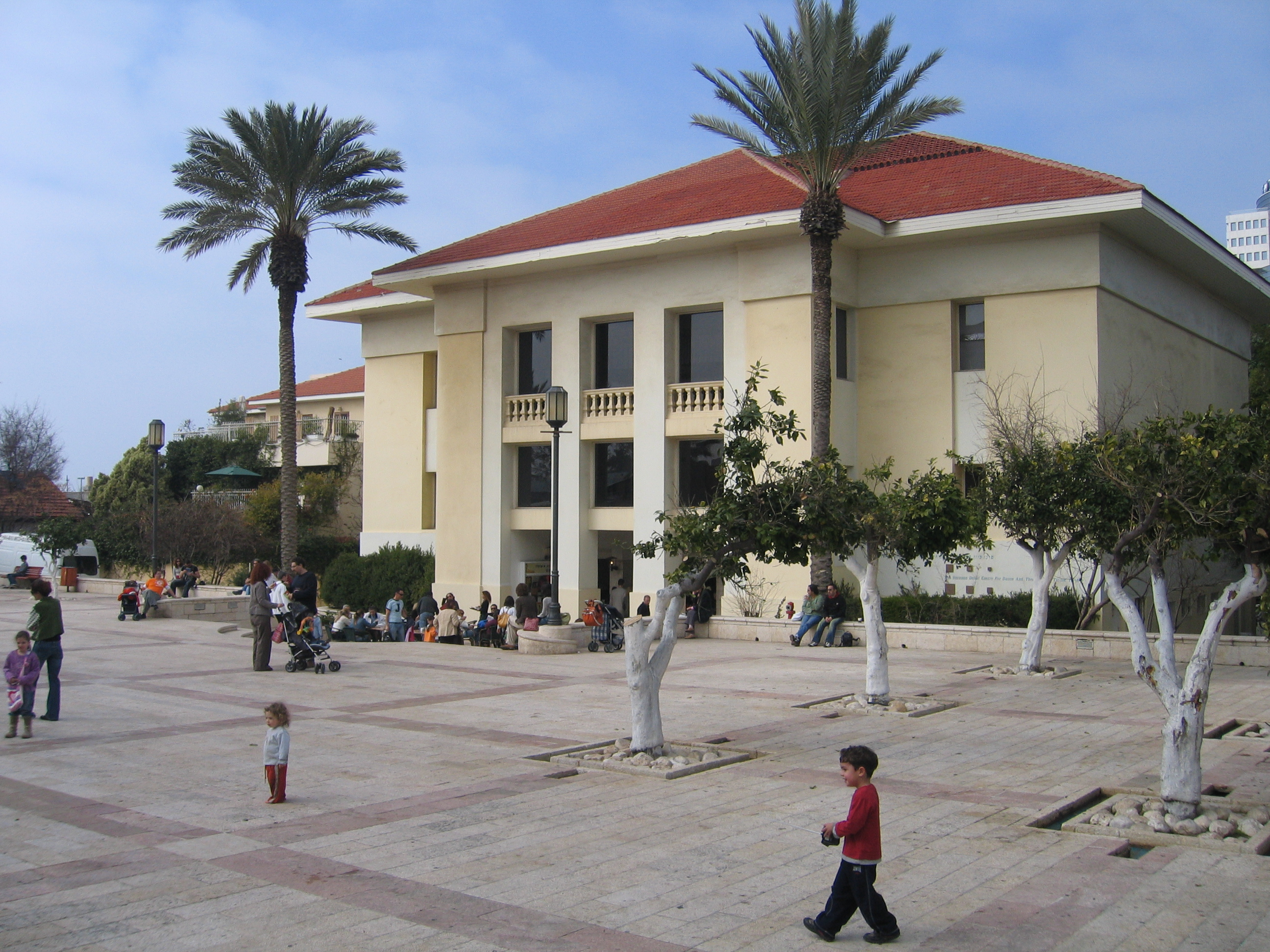
Powstałe w 1989 Centrum Tańca i Teatru Suzanne Dellal

Na początku lat 20. XX wieku w Newe Cedek zamieszkało wielu żydowskich pisarzy i intelektualistów, w tym rabin Awraham Kuk, prozaik Samuel Agnon, nauczyciel Ben-Cijjon, pisarka Dewora Baron, wydawca Aharonowic, pisarz Josef Chajjim Brenner, pisarz Alexander Ziskind Rabinowicz, poeta Dawid Szimoni, malarz Nachum Gutman, oraz wielu innych.
Podczas wojny o niepodległość w 1948 osiedle znajdowało się pod arabskim ostrzałem prowadzonym z sąsiedniej Jafy. Wiele tutejszych budynków zostało wówczas uszkodzonych. Osiedle było wykorzystywane przez żydowską organizację militarną Irgun jako baza do prowadzenia działań operacyjnych w rejonie Jafy.
Podczas masowej imigracji lat 50. XX wieku osiedliło się tutaj wielu europejskich Żydów, jednak osiedle było spostrzegane jedynie jako miejsce tymczasowego zamieszkania i pozostawało zaniedbane. Osiedle z czasem mocno podupadło, ale potem w północnej jego części producenci tekstyliów założyli swoje pracownie krawieckie i popularne butiki. Zapoczątkowało to proces zmian osiedla, które stopniowo przekształciło się w modną enklawę artystów. W latach 60. powstał nawet projekt wyburzenia zabudowy osiedla i wybudowania na jej miejscu głównej dzielnicy biznesowej z drapaczami chmur. Plan nie został jednak zrealizowany, głównie z powodu uznania licznych domów z okolicy za zabytki architektury Białego Miasta.
Lata 80. XX wieku przyniosły wzrost świadomości o znaczeniu wartości zabytkowych miejsc Tel Awiwu. Władze miejskie opracowały wówczas program ochrony dzielnicy Newe Cedek. W wyniku kolejno prowadzonych prac renowacyjnych, wiele tutejszych budynków odzyskało dawną świetność. Od momentu powstania w 1989 Centrum Tańca i Teatru Suzanne Dellal zmieniło się znaczenie osiedla Newe Cedek, które obecnie jest uznawane za jedno z najbardziej prestiżowych w Tel Awiwie. Bogate życie kulturalne przyczyniło się do wzrostu inwestycji w nieruchomości oraz przyciągnęło turystów. Dzięki temu w osiedlu pojawiły się ekskluzywne sklepy oraz liczne kawiarnie.
W 2009 władze miejskie zatwierdziły plan rozwoju dróg w południowej części aglomeracji miejskiej Tel Awiwu. W ramach tego planu, w rejonie osiedla Newe Cedek mają zostać wybudowane nowe drapacze chmur z dużymi terenami parkingowymi, wraz z nowymi drogami. Wywołało to liczne kontrowersje i burzliwą dyskusję medialną. Przeciwnicy planu twierdzili, że budowa nowych drapaczy chmur wraz z drogami dojazdowymi, zmieni historyczny i społeczny charakter osiedla. Ponadto ekolodzy i liczni mieszkańcy osiedla wyrazili swoje zaniepokojenie wzrostem ruchu samochodowego.

### Nazwa
Hebrajska nazwa osiedla Newe Cedek oznacza w języku polskim Dom Sprawiedliwości. Nazwa osiedla została zaczerpnięta z wersetu Księgi Jeremiasza 50:7

Każdy, kto ich spotkał, pożerał ich. Nieprzyjaciele ich mówili:
Nie popełniamy występku, bo zgrzeszyli przeciw Panu, pastwisku sprawiedliwości, nadziei ich przodków, Panu.

## Architektura

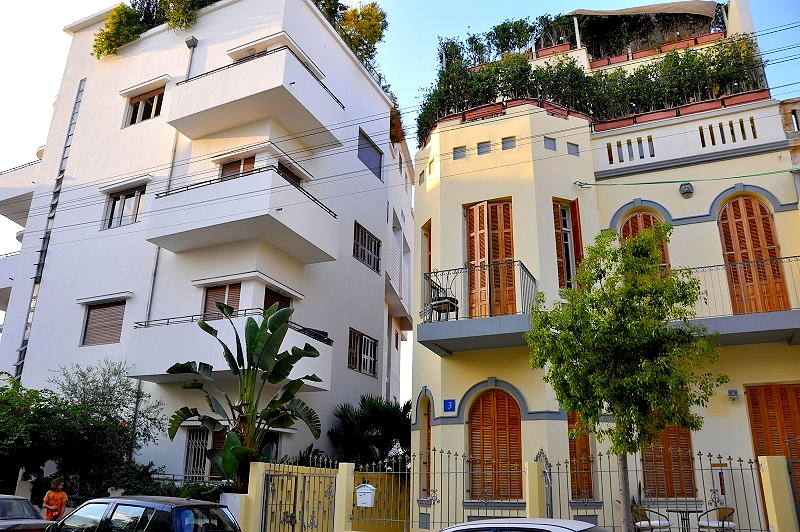
W osiedlu stykają się różnorodne style architektury

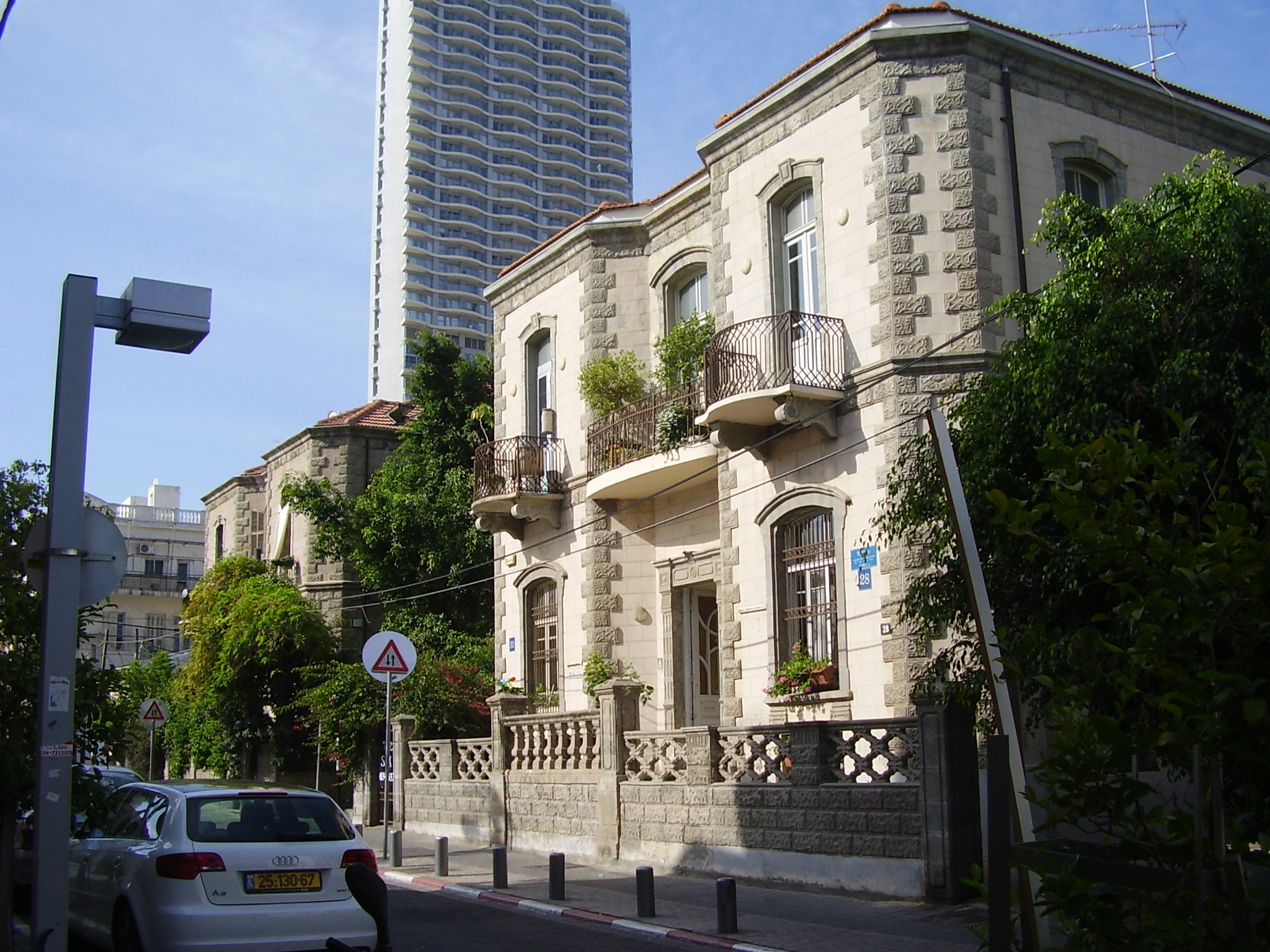
Bliźniacze domy w Newe Cedek

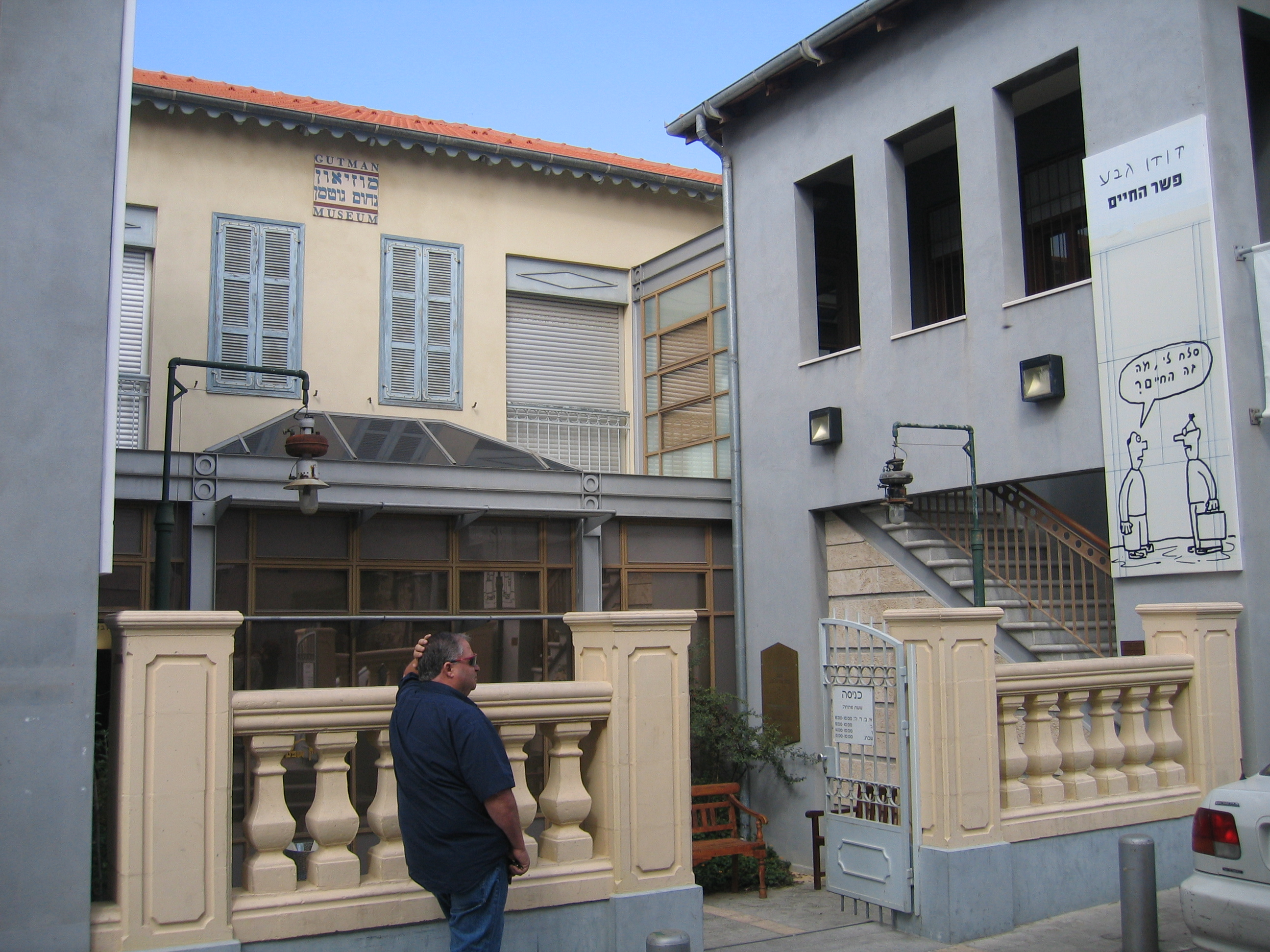
Muzeum Sztuki Nachuma Gutmana

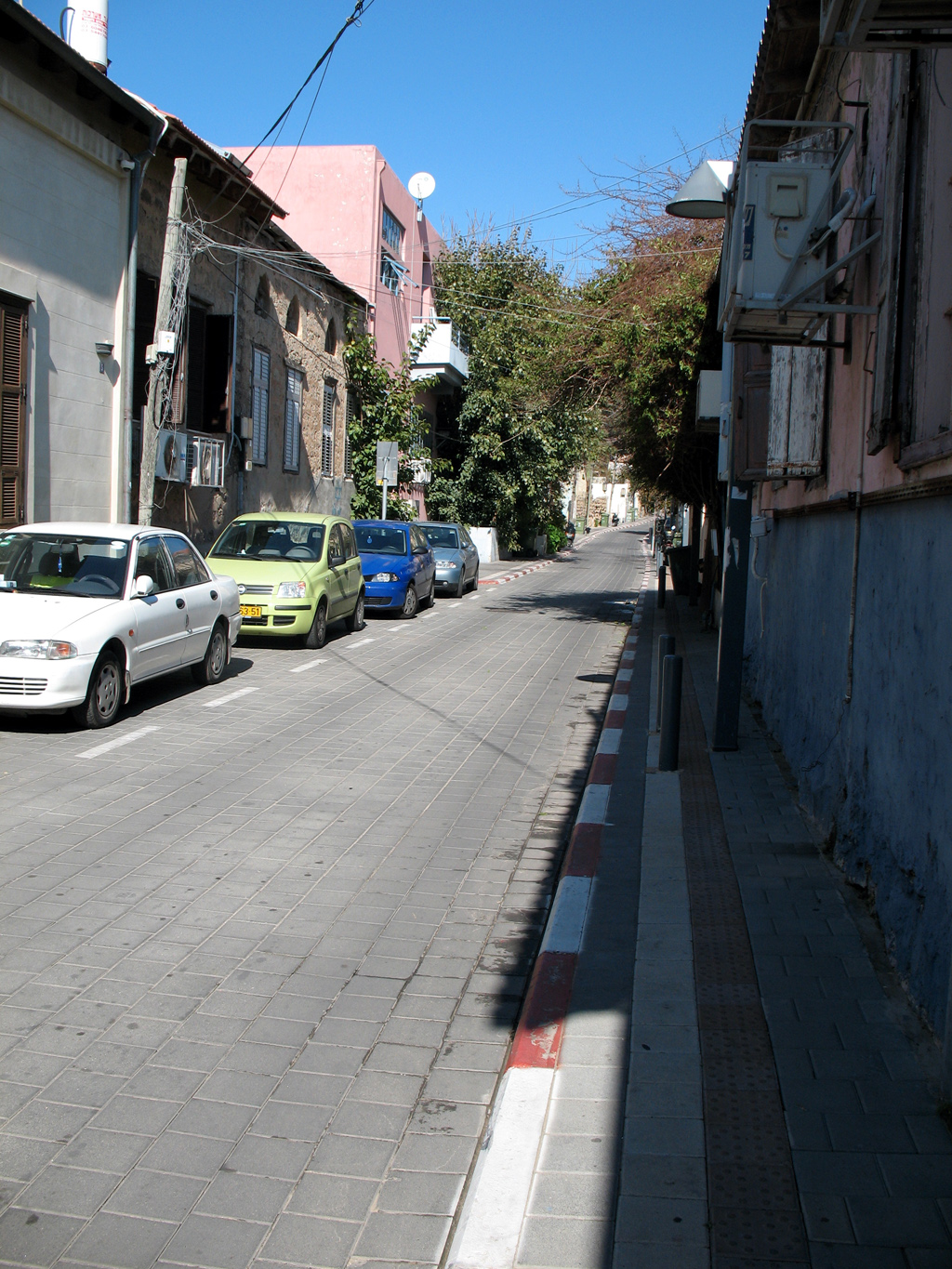
Typowe wąskie uliczki Newe Cedek

Obszar osiedla stanowi gęsto zabudowy teren położony w zachodniej części centrum miasta. Jest to osiedle spokojnych uliczek, zabudowanych dwupiętrowymi domkami. Większość budynków wzniesiono w stylach architektonicznych międzynarodowym i eklektyzmu. Znaczna część domów wzniesionych w latach 30. w stylu europejskiego modernizmu posiada niewielkie ogrody. Natomiast domy wznoszone w latach 50. miejsce to mają najczęściej przeznaczone na parking. Część z tutejszych domów jest w złym stanie i niszczeje, część zaczęto w ostatnich latach restaurować, kiedy odkryto na nowo zabytkową wartość osiedla.
Szczególnym zabytkowym domem jest wybudowany w 1892 Dom Aarona Szelusza. Jest to pierwszy dom wybudowany w okolicy, i z tego powodu ma on wyjątkowe historyczne znaczenie dla mieszkańców Tel Awiwu. W pobliżu znajduje się budynek dawnego kina Raj, które funkcjonowało w latach 1914–1974. Budynek był wyjątkową konstrukcją w okolicy. Składał się on z dwóch sal kinowych: pierwsza posiadała dach i służyła w okresie zimowym, natomiast druga sala była bez dachu i służyła w okresie letnim. Ogółem kino mogło pomieścić 800 widzów.
Blisko tego miejsca znajdują się dwa bliźniacze domy, które w przeszłości należały do trzyosobowej rodziny. Domy zostały zaprojektowane i wybudowane w latach 1913–1914 przez Josefa Eliyahu dla swoich wnuków. Wybudowano je z gotowych betonowych prefabrykatów, dzięki czemu zachowano duże podobieństwo obu domów. W latach 1932–1940 mieścił się tutaj konsulat Bułgarii. Ponad całym osiedlem góruje mieszkalny drapacz chmur Neve Tzedek Tower (wysokość 147 metrów).
Jedną z charakterystycznych budowli osiedla jest wybudowany w latach 90. XIX wieku żelazny most, który połączył osiedle Newe Cedek z Jafą. Jest on uznawany za pierwszy nowoczesny most wybudowany w Tel Awiwie. Pod mostem przebiegała linia kolejowa z Jafy do Jerozolimy. Gdy po 1918 Brytyjczycy zaczęli używać wyższych wagonów, most został przebudowany.

### Zabytki
Większość zabudowy osiedla wchodzi w skład zespołu miejskiego Białego Miasta Tel Awiwu, który został w 2003 umieszczony na Liście światowego dziedzictwa UNESCO, jako największe na świecie skupisko budynków modernistycznych. Został on stworzony w latach 30. XX wieku przez pochodzących z Niemiec żydowskich architektów, którzy kształcili się na uczelni artystycznej Bauhaus (powstał w niej styl architektoniczny nazywany modernizmem). Niektórzy z tych architektów, w tym Arje Szaron, przyjechali do Palestyny i przystosowali poglądy modernizmu do lokalnych warunków, tworząc w Tel Awiwie największe na świecie skupisko budynków wybudowanych w tym stylu.

## Kultura
Najważniejszym ośrodkiem kultury działającym w osiedlu jest Centrum Tańca i Teatru Suzanne Dellal (hebr. מרכז סוזן דלל), w którym odbywają się liczne przedstawienia teatralne i tańca współczesnego. Ośrodek organizuje także liczne przedstawienia na wolnym powietrzu.
W osiedlu znajduje się także Muzeum Sztuki Nachuma Gutmana, poświęcone twórczości wychowanego w Tel Awiwie izraelskiego malarza, rzeźbiarza i pisarza Nachuma Gutmana (1898–1980). Gutman między innymi zaprojektował herb Tel Awiwu. Dom Rokach pełni jednocześnie funkcję muzeum osiedla Newe Cedek oraz galerii sztuki.
Muzeum Historii Sił Obronnych Izraela (Museum Batey ha-Osef) zajmuje się historią wojskowości państwa Izraela, i obejmuje historię żydowskiego podziemia w okresie Mandatu Palestyny oraz Siły Obronne Izraela. Muzeum jest jednostką Ministerstwa Obrony.

## Edukacja i nauka
W osiedlu znajduje się szkoła Migdal Neve Tsedek.

## Turystyka
Osiedle Newe Cedek posiada swój niepowtarzalny, historyczny charakter. Odnowione stare domy są prawdziwymi klejnotami architektury Tel Awiwu. Pomiędzy wąskimi uliczkami rozlokowały się liczne restauracje, kawiarnie i sklepy.

## Religia
W osiedlu znajdują się dwie synagogi. Pierwsza jest położona w pobliżu skrzyżowania ulic Szabbazi i Pines. Tuż przy niej znajduje się mykwa. Druga synagoga jest położona przy ulicy Amzaleg.

## Gospodarka
Życie gospodarcze osiedla koncentruje się wokół obsługi ruchu turystycznego. Wśród zabytkowych domów znajdują się liczne restauracje i sklepy za pamiątkami. Jest to popularne miejsce spędzania czasu przez zamożnych Izraelczyków.